# バラモン兄弟
バラモン兄弟（バラモンきょうだい）は、プロレスのタッグチーム。

## メンバー
- バラモン・シュウ - 兄
- バラモン・ケイ - 弟

双子のタッグチームで見分け方は、口ひげがくっついていて素手で戦う方が兄（シュウ）で、口ひげが離れていてオープンフィンガーグローブを装着している方が弟（ケイ）。ケイ曰く着用する理由は特にはないが、結果としてこれが最も明確な判断材料となっている。
主戦場は大日本プロレス、プロレスリングFREEDOMS、みちのくプロレス（ただし、スケジュールは、みちのくプロレスが優先となる）。また、WRESTLE-1、DDTプロレスリング、2AWにも時折参戦していた。

## 合体技
五体不満足
バラモン・ケイのラ・マヒストラルとバラモン・シュウのジャックナイフの複合技。
五体不満足（宇宙を語る）
シュウのソラリーナとケイのキドクラッチの複合技。
ダブルマッスル
マーダーライドショー
リング中央でダウンしている相手に左右のコーナーからダイビングボディプレスとダイビングギロチンドロップを同時に仕掛ける技。技名は映画「マーダー・ライド・ショー」が由来。
シンデレラ城
植木嵩行も交えた合体フォール技。シュウが逆さ押さえ込みに捕らえて反対側から植木が座った状態で相手の足を抑えて植木に肩車のような状態でケイが乗っかり顔面で相手の股間を押さえて更にシュウが逆立ちして城のような形を描く。

## 入場曲
- バラモンのうた

## タイトル歴
みちのくプロレス
- 東北タッグ王座（第7代、第9代、第12代、第16代）
- みちのくふたり旅優勝（2011年、2014年）
- みちのくトリオトーナメント戦優勝（2016年）（パートナーはザ・グレート・サスケ）

プロレスリングElDorado
- UWA世界タッグ王座（第13代、第21代）
- UWA世界6人タッグ王座（第39代、第40代）（パートナーは卍丸→菅原拓也）

KAIENTAI DOJO
- WEWハードコアタッグ王座（第24代、第30代）

大日本プロレス
- BJW認定タッグ王座（第32代）
- 横浜ショッピングストリート6人タッグ王座（第6代）（パートナーは植木嵩行）

DDTプロレスリング
- KO-D6人タッグ王座（第15代）（パートナーはゴージャス松野）

プロレスリングFREEDOMS
- KING of FREEDOM WORLD TAG王座（第12代）
- 裸足王タッグ（初代）

2AW
- 千葉6人タッグ王座（第11代、第13代）（パートナーはザ・グレート・サスケ）

日本インディー大賞
- ベストユニット賞（2008年、2009年、2011年、2012年[3]）

## 使用凶器
- 竹刀
- スーツケース
- ボウリングの玉（コーナーに座らせた相手の股間にスーツケースを据え置き、そこへボウリングの玉を転がして痛打する）
- 交通標識（さまざまな種類があるが形はほとんどが三角）
- カラーコーン
- 墨汁
- パウダー（後楽園ホールでは使用禁止）
- 中華麺
- ヘルメット
- コンブ
- マグロの頭
- 豚の頭
- ホルモン
- 虫
- 風船
- 観客のカバンやリュック
- 観客の飲み物
- 観客の羽織りもの
- 空き缶を入れたごみ袋
- 水（試合時も使用することが多い）
- 水入りのバケツ
- お告ゲル（バラモン・ケイのみが使用）
- アルコール消毒液（新型コロナウイルス感染拡大が日本国内でも表面化した2020年から、水の代わりとして使用。試合もマスクをしながら行う）

## 決めセリフ
- 「お前ら死んで地獄に落ちて今度生まれ変わったら蛆虫になるぞー」 - 主に勝利した後のマイクで使用する。
- 「おー覚えてやがれ」 - 主に敗北した際の捨てゼリフ。
- 「ウー、ストライク！」 - ボウリング玉での股間攻撃が決まったときの決めセリフ。

## ゆかいな仲間たち
- 宇宙怪人たち（2007年と2008年の宇宙大戦争に参戦）
- 鉄腕くん（宇宙大戦争に参戦。現在は体の一部のみが宇宙大戦争に参戦）
- ザ・グレート・ゼブラ（2012年の宇宙大戦争に参戦）
- 野橋宇宙人太郎（頻繁に宇宙大戦争に参戦。野橋星人と呼ばれることもある）
- 火野ベイン（2012年の宇宙大戦争に参戦）
- カラテバラモン（いろんな場所に登場）
- 宇宙東林寺（2013年の宇宙大戦争に参戦）
- Mr.PUSSY（時折参戦）
- マスター（みちのくプロレスでユニット「ムーの太陽」を結成）
- 忍（一時期、大日本プロレスで結託していた）
- 佐々木孫悟空（佐々木孫悟空のイベントにも参加していて親交がある）
- 宮本和志（WRESTLE-1で、それぞれ1万円で買収される。1万円は船木誠勝にとられてしまう）
- バラモン・ジャキ（過去の興行に登場）
- バラモン魁（魁）（広島大会に数回登場）
- バラモンSUSUMU（過去の興行に登場。白髪のカツラを着用していた）
- バラモン・イサミ（過去の興行に登場）
- コングバラモン（大日本プロレス横浜にぎわい座大会に登場）
- コビトバラモン（紅白プロレス合戦に出場経験あり。2014年6月8日にミゼットプロレスの信者として久々の登場）
- 特殊バラモン（Mr.ブッダマン）（紅白プロレス合戦に出場経験あり）
- 植木嵩行（大日本プロレスで植木からタッグ結成を要請していてタッグを組んでいる）
- ゴージャス松野（劇場版プロレスキャノンボールで意気投合してDDTプロレスリングでもタッグチーム「ゴージャスバラモン」を結成）
- エル・イホ・デル・ウインガー・ウノとエル・イホ・デル・ウインガー・ドス（タッグチーム「ロス・ウインガーズ」として2015年、バラモン兄弟がメキシコよりプロレスリングFREEDOMSに連れてきたジ・ウィンガーの息子たちを名乗る2人組。第3代KING of FREEDOM WORLD TAG王座を獲得している）
- 佐久田俊行（植木のデスマッチデビュー後に大日本プロレスでよくタッグを組むことがある。バラモントシユキとして活動経験がある）
- ダースバラモン（プロレスリングFREEDOMSで共闘）
- 男色ディーノ（DDTプロレスリングで共闘）
- 宮本裕向（バラモンユウコウとして活動経験がある）
- バラモン・リュウスケ（新日本プロレス所属の石森太二の自主興行で負傷中のバラモン・シュウのピンチヒッターとして共闘）